# Hospital de Madrid Torrelodones
El Hospital de Madrid Torrelodones es una institución hospitalaria de carácter privado situado en Torrelodones, Madrid (España).
Es un hospital general, médico-quirúrgico y materno-infantil que se inauguró en junio de 2004 ligado al Grupo Hospital de Madrid que a su vez gestiona el Hospital de Madrid y el Hospital Universitario Madrid Montepríncipe de Boadilla del Monte.

## Localización
Está situado en la Avenida Castillo de Olivares, s/n, en la barriada de los Bomberos, en Torrelodones, en el área noroeste de la Comunidad de Madrid, junto a la autopista A6 (salida 29), lo que hace que su acceso sea fácil y rápido, a pocos minutos de las principales localidades de la zona como Hoyo de Manzanares, Collado Villalba, Galapagar, Las Rozas de Madrid, Majadahonda y en el área de influencia de localidades más alejadas como El Escorial, Pozuelo de Alarcón o  Aravaca.

## Medios de transporte
El hospital está conectado con los principales núcleos de población mediante la prolongación de las líneas de autobuses existentes y la creación de otras nuevas.
- Por autobús:
  - 686  • Torrelodones por Los Peñascales – Las Matas - Madrid (intercambiador de Moncloa)
  - 686A • Torrelodones por Montealegre – Las Matas - Madrid (intercambiador de Moncloa)
  - 612  • Torrelodones – Madrid (intercambiador de Moncloa)

- Por ferrocarril:
  - Estación de Torrelodones ( y  Cercanías Madrid): Desde la estación autobuses urbanos L1 y L2

## Historia
Fue inaugurado por la presidenta de la Comunidad de Madrid Esperanza Aguirre el 28 de junio de 2004.

## Características

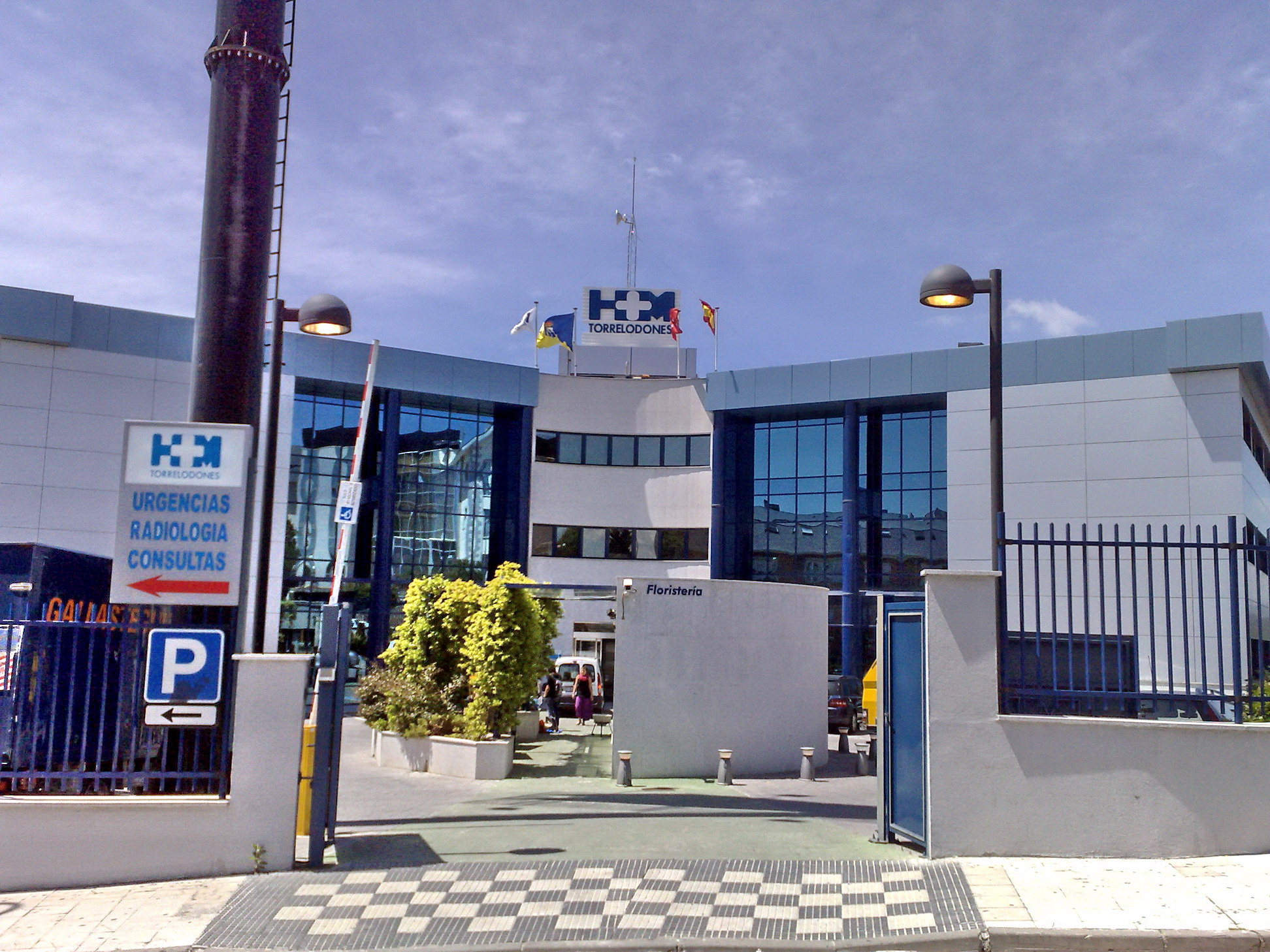
Acceso principal Hospital de Madrid Torrelodones.

El Hospital de Madrid Torrelodones es un edificio de cinco plantas: Semisótano, Planta Baja, Primera, Segunda y Tercera, con unos 10 000 metros² de superficie construida, muy iluminado, con amplios vestíbulos y pasillos. Tiene dos accesos independientes, uno en la primera planta, de acceso a la zona de hospitalización y otro, en la planta baja, para la actividad ambulatoria y urgencias.
Cuenta con cerca de 80 camas en amplias habitaciones individuales, con una suite especial; todas ellas con cuarto de baño y una cama para familiar acompañante, con teléfono, TV y DVD, además de los sistemas necesarios de comunicación con el control de enfermería.
La cafetería está abierta desde las 8h hasta las 22h. Hay servicio de restaurante, con platos combinados y menú diario. En el exterior, en la entrada principal, existe una floristería. La prensa diaria se vende en recepción.

## Servicios

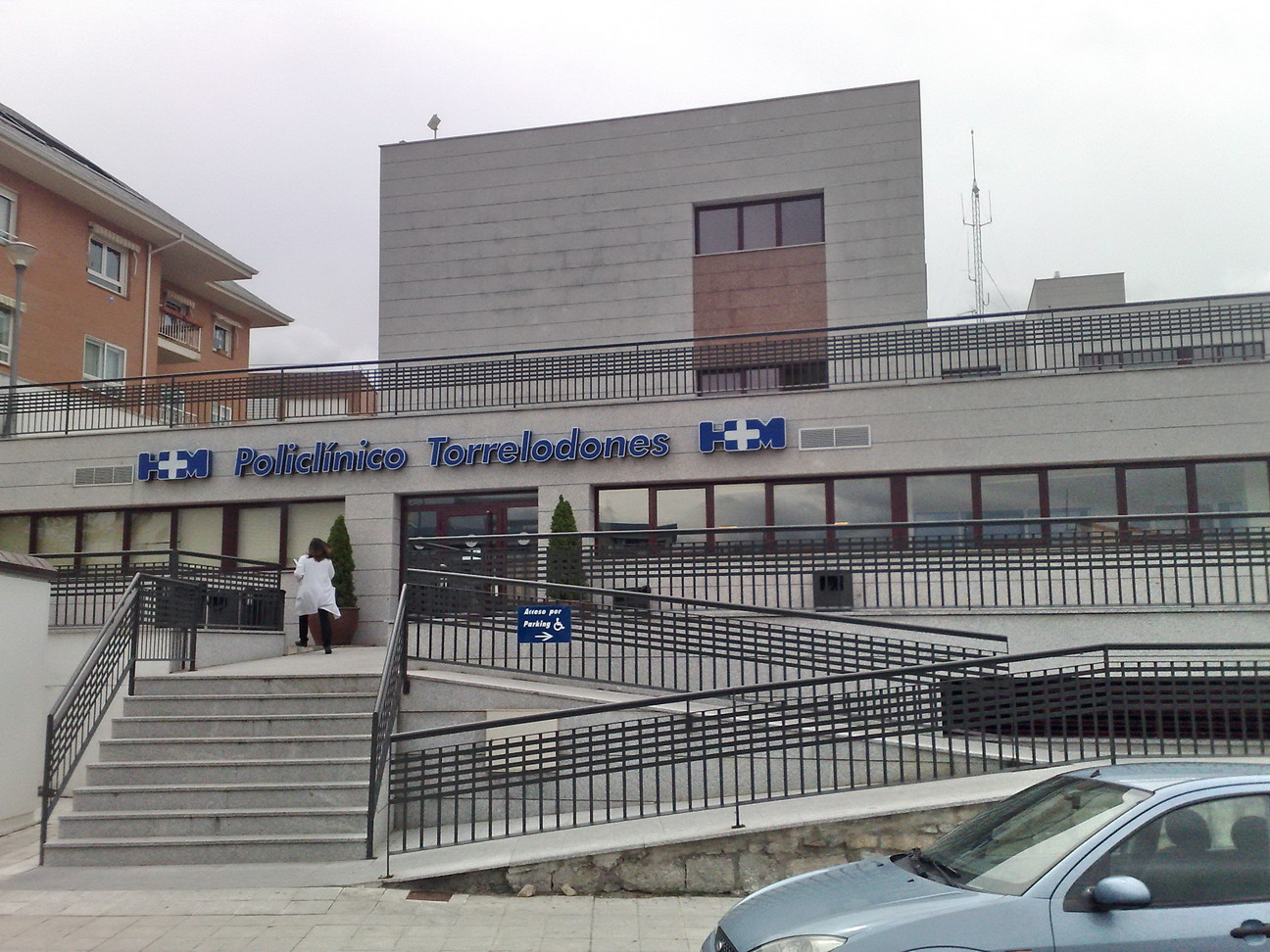
Policlínico del Hospital de Madrid Torrelodones.

Consta de 4 unidades de hospitalización (medicina, cirugía, maternidad y pediatría), Unidad de Cuidados Intensivos de adultos, Unidad de Cuidados Intensivos Neonatal y Pediátrica, 6 quirófanos, Hospital de Día, consultas externas, laboratorio, anatomía patológica, radiología, Unidad de Cirugía Ortopédica y Traumatología, Unidad de endoscopias, Servicio de Rehabilitación y Urgencias, además de disponer de una cafetería-restaurante, una capilla y salón de actos-convenciones. 
El Ayuntamiento de Torrelodones tiene suscrito un convenio con este hospital por el que los vecinos pueden acceder al servicio de urgencias y radiodiagnóstico, previa prescripción médica, de forma gratuita.
El Hospital de Día o Unidad de Corta Estancia cuenta con numerosas salas de consulta, salas de espera y además servicios para tratamientos que no precisan hospitalización y en relación con más de 30 especialidades médicas y quirúrgicas que se desarrollan a través de un cuadro de especialistas, tanto de adultos como de niños.
El hospital dispone de todos los recursos técnicos y humanos necesarios para la atención de cualquier urgencia médico-quirúrgica, tanto en adultos como en niños, durante las 24h del día, todos los días del año, incluyendo la presencia constante de médicos de urgencias, traumatólogos, pediatras, intensivistas de adultos y niños, tocoginecólogos, anestesistas e internistas, entre otros.

## Equipamiento

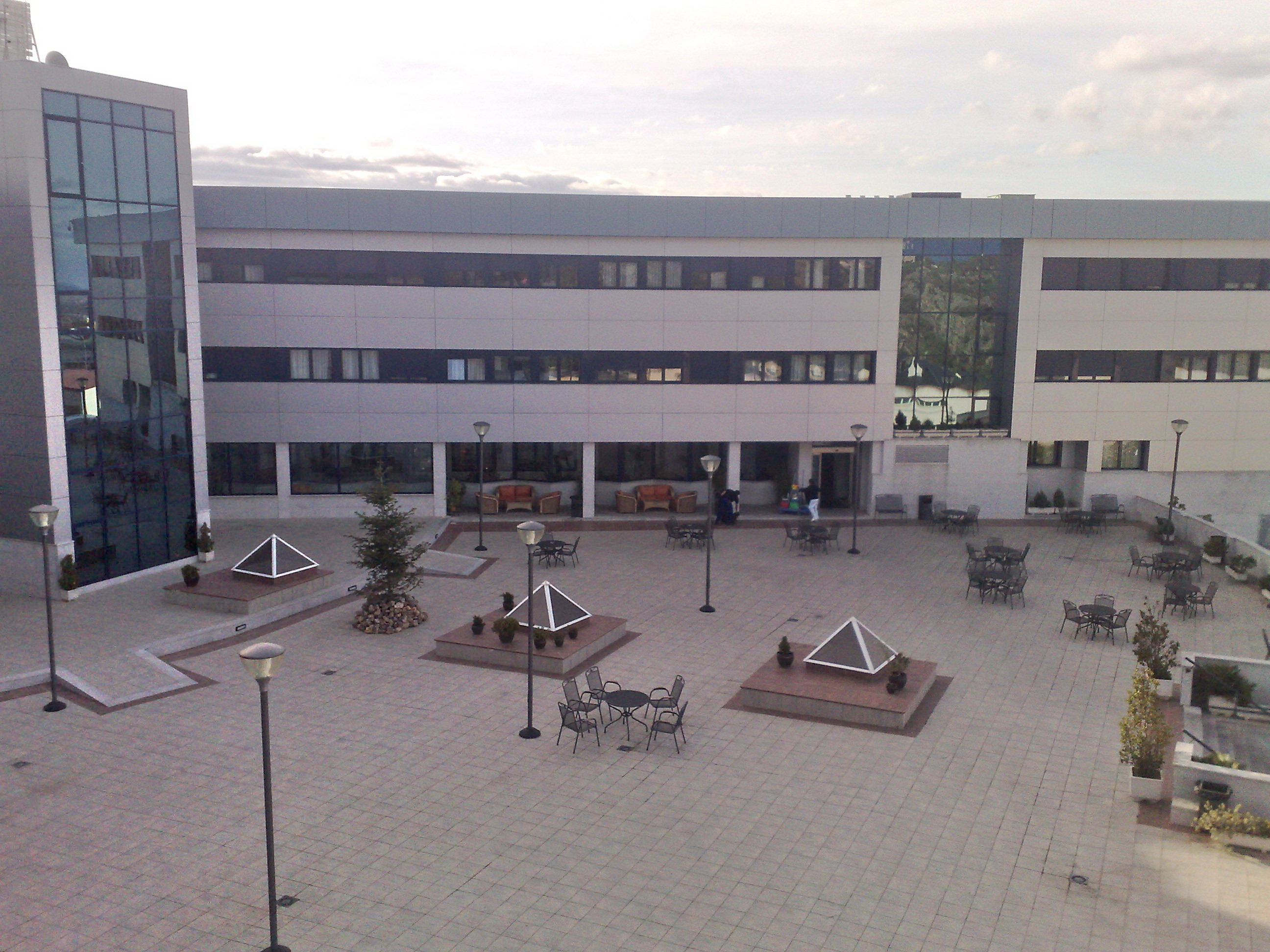
Patio posterior del Hospital de Madrid Torrelodones.

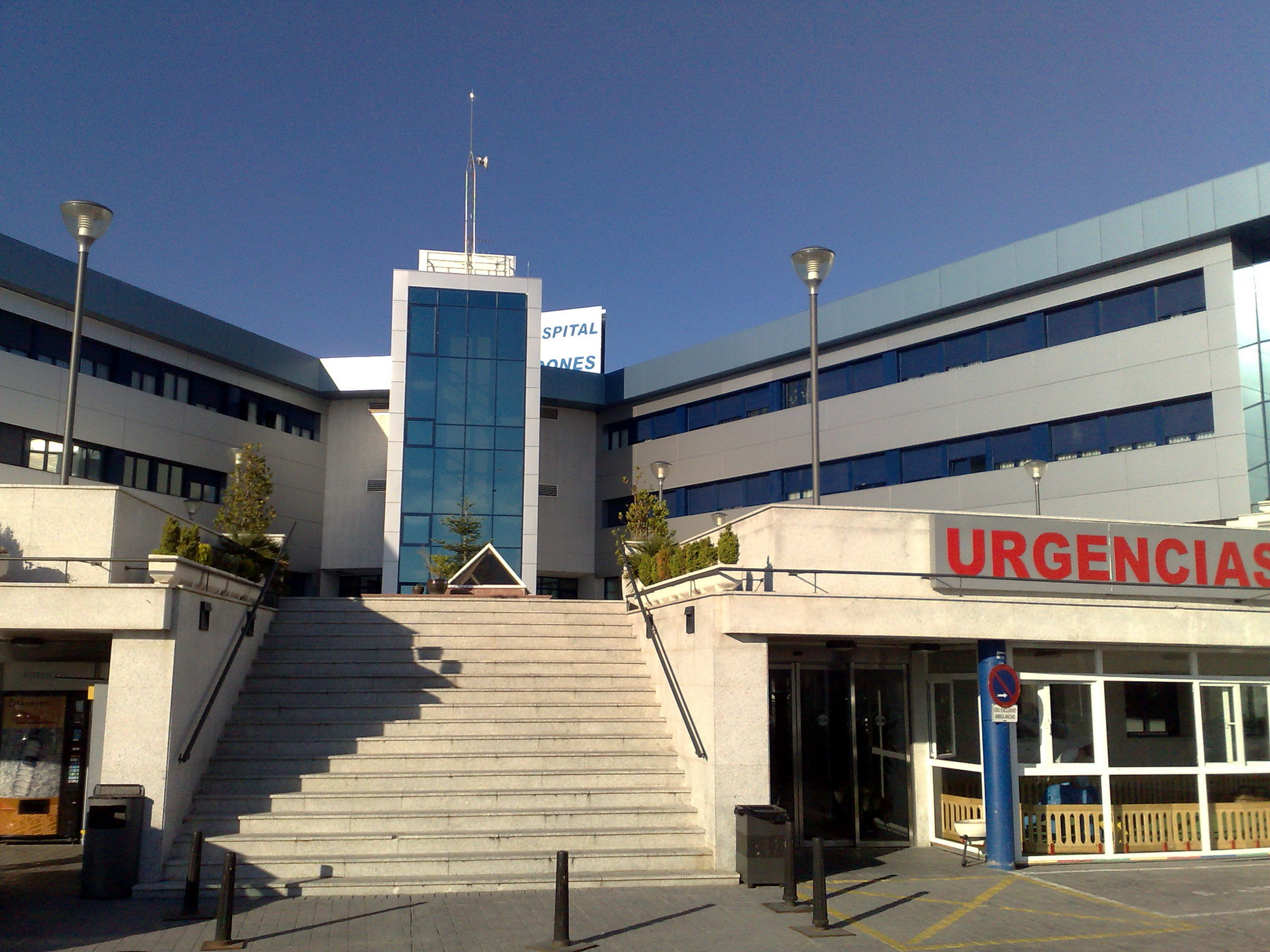
Acceso Urgencias del Hospital de Madrid Torrelodones.

- Hospitalización General: 2 Unidades de Enfermería con 16-21 camas cada una, en habitación individual. Hospital de Día con 8 puestos.
- Hospitalización Pediátrica: Una Unidad de Enfermería con 20 camas en habitación individual, con monitorización central.
- Hospitalización Obstétrico-ginecológica: Unidad de Enfermería con 20 camas en habitación individual. Nido.
- Unidad de Cuidados Intensivos de adultos con 8 camas.
- Unidad de Cuidados Intensivos Pediátricos y Neonatología con 15 camas. Unidad de Cuidados Intermedios con 8 camas.
- Urgencias: Cinco despachos de atención. Sala de yesos. Sala de reanimación. Sala de monitorización obstétrica con 3 camas. Dos boxes: uno pediátrico y otro de adultos con 6 puestos cada uno. Una Unidad de Hospital de Día con cinco puestos.
- Unidad de Oncología: Hospital de Día Oncológico con ocho puestos de tratamiento. Una consulta en la Unidad.
- Consultas: Unidad de consultas dentro del hospital con 15 despachos. Una Unidad externa de consultas (Policlínico) con 12 despachos.
- Unidad de Endoscopias Digestivas: Con sala de despertar con dos puestos.
- Unidad del Sueño: Con cuatro puestos de monitorización nocturna.
- Gimnasio de Rehabilitación.
- Clínica Odontológica.
- Quirófano: 6 quirófanos. Sala de despertar con cinco puestos.
- Servicio de Radiodiagnóstico: Servicio de Radiodiagnóstico. Dos Resonancias Magnéticas. TAC. Telemando. Mamógrafo digital. Tres salas de ecografías, una de ellas para estudios pediátricos.